# Delphine LaLaurie
Delphine LaLaurie (geboren als Marie Delphine Macarty oder de Macarty; * 19. März 1787 in Nueva Orleans, Kolonie Louisiana; † unsicher: 7. Dezember 1849 in Paris) war eine in New Orleans lebende Gesellschaftsdame und Serienmörderin, bekannt für die Folterung und Tötung dutzender Sklaven in ihrem Haus in der Royal Street 1140.

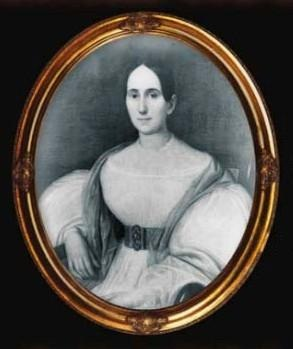
Delphine LaLaurie, Entstehungszeit unbekannt

## Geschichte
Marie Delphine Macarty wurde Ende des 18. Jahrhunderts als eines von fünf Kindern des irisch-stämmigen Louis Barthelemy de McCarty und seiner Frau Marie-Jeanne (geborene L'Érable) in Nueva Orleans im heutigen US-Bundesstaat Louisiana (damals Teil des Vizekönigreichs Neuspanien) geboren.

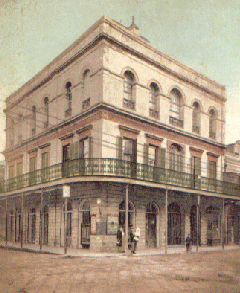
Zeitgenössisches Bild des Hauses an der Royal Street 1140

Am 11. Juni 1800 heiratete Delphine den spanischen Offizier Ramón de Lopez y Angulo in der St. Louis Cathedral zu New Orleans. Vier Jahre später wurde Ramón zum Generalkonsul für das Orleans-Territorium ernannt. Delphine gebar ihm eine Tochter, Marie-Borja Delphine.
Acht Jahre später heiratete Delphine ein zweites Mal, diesmal den Bankier, Anwalt und Kaufmann Jean Blanque. Das Paar lebte in der Royal Street 409 und hatte vier Töchter – Marie Louise Pauline, Louise Marie Laure, Marie Louise Jeanne und Jeanne Pierre Pauline. Im Jahr 1816 starb Jean aus ungeklärten Gründen.
Später heiratete sie den Arzt Leonard Louis Nicolas LaLaurie. Das Paar erwarb sechs Jahre später ein Grundstück für den Bau einer zweistöckigen Villa in der Royal Street 1140. Delphine, die dort mit ihrem Mann und zwei ihrer Töchter lebte, war eine angesehene Persönlichkeit in der Gesellschaft von New Orleans geworden, obwohl ihre sadistische Neigung, die sich in der Misshandlung ihrer schwarzen Sklaven äußerte, nicht gänzlich unbekannt war.
Auch wenn derlei Taten in der damaligen Zeit nicht konsequent verfolgt wurden, kam Delphine LaLaurie 1833 erstmals mit dem Gesetz in Konflikt, als sie ein zwölfjähriges Sklavenmädchen über das Dach ihres Hauses verfolgte, woraufhin dieses vom Dach sprang und an den Folgen des Sturzes starb. LaLaurie wurde zu einer Geldstrafe verurteilt und die Sklaven konfisziert. Es gelang LaLaurie jedoch, sie über Mittelsleute und Verwandte zurückzukaufen.

## Aufdeckung der Misshandlungen
In der Nacht zum 10. April 1834 brach während eines Empfangs ein Feuer in der Küche der Villa aus, das vermutlich von einem dort angeketteten Sklaven gelegt worden war. Ein anwesender Richter forderte LaLaurie auf, ihm den Schlüssel zum Dachboden der Villa auszuhändigen, nachdem Gerüchte laut geworden waren, dass sich dort noch Sklaven befänden. Als LaLaurie sich weigerte, wurde die Tür zum Dachboden aufgebrochen. Dort fand man sieben Sklaven mit zum Teil schwersten Verletzungen vor. Alle waren schwer misshandelt worden.
In der Zeitung New Orleans Bee vom 11. April 1834 wird beschrieben, dass Feuerwehrleute die verstümmelten Sklaven in einem Zustand entdeckt hätten, der sich „nicht mit Worten beschreiben lasse“.  Am Tag darauf berichtete die gleiche Zeitung über einen aufgebrachten Mob, der sich in Absicht der Selbstjustiz zum LaLaurie-Haus begeben und dort große Sachschäden angerichtet habe. Die Behörden schritten ein, um die aufgebrachte Menge zu beruhigen. Delphine LaLaurie wurde in dem Artikel nicht erwähnt.
Ihre letzten Lebensjahre verbrachte LaLaurie mit großer Wahrscheinlichkeit in Paris, wo sie anscheinend 1842 starb.
Laut französischen Archivalien starb sie jedoch 1849.

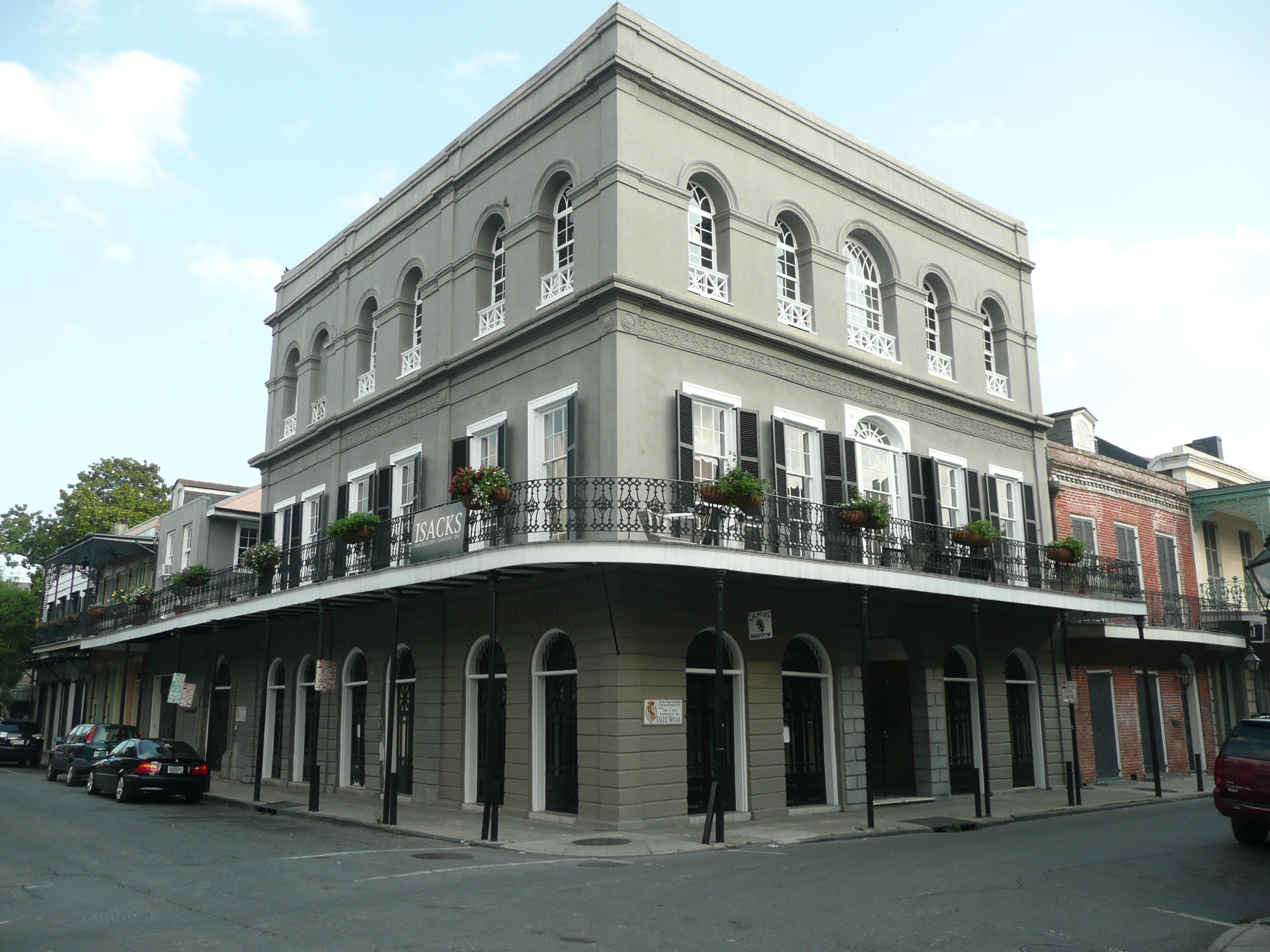
Das Haus in der 1140 Royal Street, Juni 2011

Im April 2007 kaufte der Schauspieler Nicolas Cage das LaLaurie-Haus.

## Rezeption
LaLaurie gehört zu den Charakteren der dritten Staffel der Fernsehserie American Horror Story, in der sie von Kathy Bates dargestellt wird. Die amerikanische Schriftstellerin Barbara Hambly verarbeitete die Vorfälle in dem Kriminalroman Fever Season ihrer Benjamin January-Reihe.

### Podcast
- Waschkau, Alexa / Waschkau Alexander: Folge 211: Delphine LaLaurie. (mp3) In: Hoaxilla. 22. Juli 2018, abgerufen am 8. Oktober 2018 (deutsch).